# Un marito per Anna Zaccheo
Un marito per Anna Zaccheo è un film del 1953 diretto da Giuseppe De Santis, con Silvana Pampanini, Amedeo Nazzari e Massimo Girotti.

## Trama
Napoli. Anna è giovane, povera e molto bella: tutti gli uomini la guardano.
Un giorno conosce Andrea, un marinaio che presta l'anno di leva obbligatorio nella sua città e i due si fidanzano. Sono una coppia come tante dell'epoca: la casta passeggiata domenicale, lo scambio di lettere, il progetto di sposarsi al più presto.
Andrea riparte per un viaggio in mare. Anna intanto cerca lavoro per potersi pagare il corredo, ma la sua bellezza le è di ostacolo. Alla fine trova lavoro come modella per foto pubblicitarie presso uno studio fotografico. Lì conosce il dottor Illuminato, l'impresario, che nonostante i modi gentili e il fatto che sia sposato e padre approfitta di lei. Ma solo Anna ne paga le conseguenze: ormai è una donna "compromessa" da questa relazione.
Per uno scherzo del destino quello stesso giorno a casa di Anna arrivano i mobili che lei aveva acquistato per la sua dote, il vero motivo per cui si erano messi in moto tutti gli eventi. La famiglia della ragazza per evitare il disonore finge che siano stati pagati con il denaro di una vincita al lotto. L'imbarazzo è tale che Anna tenta il suicidio.
Qualche giorno dopo, Anna incontra nuovamente Andrea, ma questi - saputo tutto - l'abbandona, incapace di perdonarla (e anche innervosito dal fatto che la ragazza, riconoscibile sui manifesti pubblicitari sparsi per la città, è sulla bocca di tutti).
La famiglia cerca di organizzare un matrimonio riparatore con il benestante e maturo don Antonio, proprietario di quattro negozi e dei relativi magazzini ma Anna, di fronte all'uomo, scappa: non ce la fa.  La famiglia la isola sempre di più e dunque Anna decide di andare a vivere da sola, in un altro quartiere.
I soldi però scarseggiano: Anna rivende i mobili ma anche quella somma finisce presto. Così, presa dalla fame e dalla disperazione, cede al corteggiamento insistente dell'indulgente don Antonio e si fidanza con lui. Pochi giorni dopo, tuttavia, Anna rompe la relazione: l'uomo le ripugna e lei cerca un amore vero.
Vivacchia con impieghi saltuari, fino a che un giorno incontra nuovamente Andrea. Lui sembra meglio disposto. Passano il pomeriggio e la sera insieme, chiacchierando. Poi lui sale in casa da lei, e passano la notte insieme. Il mattino dopo, però, Andrea torna a manifestare la sua gelosia per l'episodio con Illuminato e paradossalmente le rimprovera la notte appena passata. Lei chiede comprensione e perdono; lui teme invece che lei sia una ragazza troppo facile e chiede altro tempo. Anna in lacrime se ne va.
Torna a casa con grande imbarazzo e timore ma la famiglia, con suo grande sollievo, l'accoglie bene.

## Produzione
La pellicola è ascrivibile al filone dei melodrammi sentimentali, comunemente detto strappalacrime, allora molto in voga tra il pubblico italiano, sebbene malvisto dalla critica cinematografica coeva, che solo a partire dagli anni settanta iniziò ad operare una generale rivalutazione in positivo di questa tipologia di pellicole, coniando appositamente il termine neorealismo d'appendice.

## Distribuzione
La pellicola venne distribuita nel circuito cinematografico italiano dal 22 agosto del 1953.

## Accoglienza

### Critica
Considerato da Armando Borrelli un film stereotipato e deteriore (dal suo punto di vista che dichiara come Realismo socialista), viene considerato un'opera minore e privo di un'accettabile visione della realtà, rispetto alle opere maggiori del regista,  anche nella Storia del Cinema di Georges Sadoul . Si ritiene che il film rientri in ogni caso in quegli Anni difficili (1953 - 1959) che il cinema neorealista si trova ad affrontare anche cercando compromessi .